# Portoroz Challenger 1996
Il Portoroz Challenger 1996 è stato un torneo di tennis facente parte della categoria ATP Challenger Series nell'ambito dell'ATP Challenger Series 1996. Il torneo si è giocato a Portorose in Slovenia dal 18 al 24 novembre 1996 su campi in cemento indoor.

## Vincitori

### Singolare
Gianluca Pozzi ha battuto in finale  Ján Krošlák con il punteggio di 7–6, 6–7, 6–2

### Doppio
Nebojša Đorđević /  Aleksandar Kitinov hanno battuto in finale  Mathias Huning /  Michael Kohlmann con il punteggio di 7–5, 5–7, 6–3